# 風に濡れた女
『風に濡れた女』（英題：Wet Woman in the Wind）は、2016年製作の日本映画。主演は永岡佑、桝田幸希。監督・脚本は塩田明彦。

## 出演
- 汐里：桝田幸希
- 柏木高介：永岡佑
- テイ龍進
- 加藤貴宏
- 鈴木美智子
- 中谷仁美
- 赤木悠真
- 谷户亮太
- 池村匡紀
- 前田峻輔
- 大西輝卓
- 宮井くらら
- 野澤武敏

小磯一斉